# Castelo dos Ifs (Haut-Rhin)

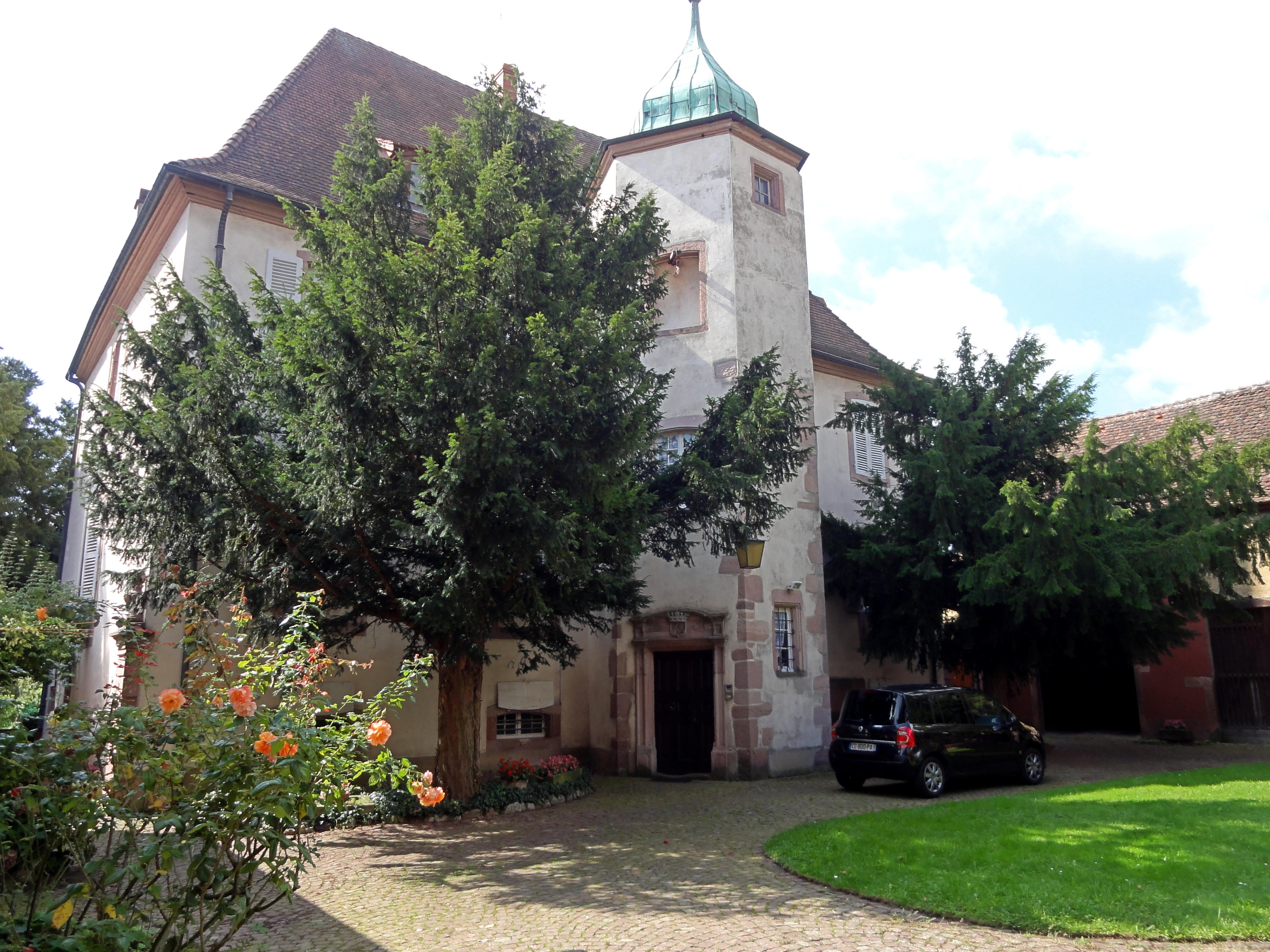
Château des Ifs

Château des Ifs é um castelo localizado na comuna de Kientzheim, no departamento de Haut-Rhin, na Alsácia, na França. É classificado como um monumento histórico desde 1999.